# Flugplatz Gelnhausen

i7
i11
i13

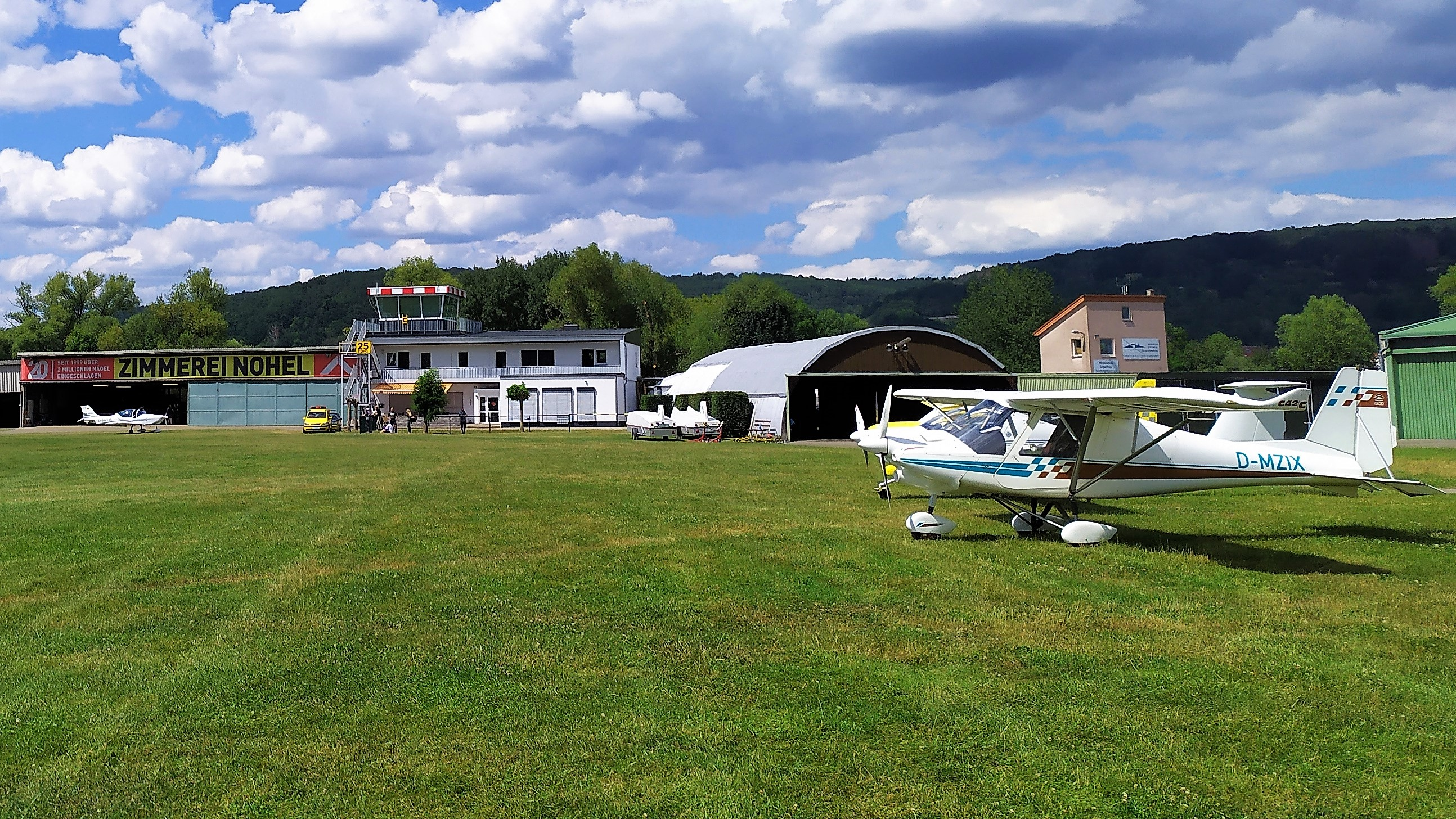
Hangars auf dem Flugplatz Gelnhausen

Der Flugplatz Gelnhausen (ICAO-Code: EDFG) ist ein Verkehrslandeplatz in Gelnhausen.
Betreiber des Flugplatzes ist der Aero Club Gelnhausen e. V.
Der Flugplatz hat eine Betriebserlaubnis für Motorflugzeuge mit einem zulässigen Höchstgewicht bis 2 t (PPR bis 3,5 t), Hubschrauber bis 6 t, Motorsegler, Segelflugzeuge sowie Ultraleichtflieger und ist eine Fallschirmsprungzone.

## Alter Flugplatz Gelnhausen
Der heutige Flugplatz Gelnhausen darf nicht mit dem Militärflugplatz Gelnhausen verwechselt werden. Dieser lag 2,9 Kilometer westlich davon, hatte den Code Advanced Landing Ground ALG Y-67 und wurde von den Alliierten nur vom 1. bis 30. April 1945 genutzt. Die Abmessungen der Grasbahn 10/28 waren 1100 Meter × 36 Meter.